# Menispermàcies
Les menispermàcies (Menispermaceae) són una família plantes alguns gèneres de la qual són plantes suculentes. Consta de 71 gèneres amb unes 450 espècies, que es distribueixen per zones tropicals d'altitud baixa, algunes arriben a zones temperades i zones àrides. Tanmateix, fins al Plistocè mitjà també ocupaven el nord-oest de la regió mediterrània incloent els Països Catalans

## Descripció
- Lianes llenyoses (Stephania, rarament arbusts o arbrets, més rarament encara herbes epífites (Stephania cyanantha).
- Flors petites de regulars a zigomòrfiques (Antizoma, Cyclea, Cissampelos), .
- Fruit compost, cada unitat en drupa recta o axafada i asimètrica.

## Alguns gèneres
| - Abuta - Albertisia - Anamirta - Anisocycla - Anomospermum - Antizoma - Arcangelisia - Aspidocarya - Beirnaertia - Borismene - Burasaia - Calycocarpum - Carronia - Caryomene - Chasmanthera - Chlaenandra - Chondrodendron - Cionomene - Cissampelos - Cocculus - Coscinium - Curarea - Cyclea - Dialytheca | - Dioscoreophyllum - Dahuricum D.C. - Diploclisia - Disciphania - Echinostephia - Elephantomene - Eleutharrhena - Fibraurea - Haematocarpus - Hyperbaena - Hypserpa - Jateorhiza - Kolobopetalum - Legnephora - Leptoterantha - Limacia - Limaciopsis - Macrococculus - Menispermum - Odontocarya - Orthogynium - Orthomene - Pachygone - Parabaena - Penianthus - Pericampylus | - Platytinospora - Pleogyne - Pycnarrhena - Rhaptonema - Rhigiocarya - Sarcolophium - Sarcopetalum - Sciadotenia - Sinomenium - Sphenocentrum - Spirospermum - Stephania - Strychnopsis - Synandropus - Synclisia - Syntriandrium - Syrrheonema - Telitoxicum - Tiliacora - Tinomiscium - Tinospora - Triclisia - Ungulipetalum |

## Ecologia
Les menispermàcies habiten sobretot les selves tropicals de baixa altitud (fins a 2100 m), on són enfiladisses, però alguns gèneres s'han adaptat a llocs àrids (les espècies d'Antizoma als deserts sud-africans o Cocculus balfouri a l'illa de Socotra) i altres a vlimes temperats. En Menispermum s'ha detectat el metabolisme fotosintètic C₃.

## Usos
Dels alcaloides de les menispermàcies s'han extret fàrmacs com la tubocurarina del verí curare, obtingut de plantes dels gèneres Curarea, Chondrodendron, Sciadotenia i Telitoxicum; a Àsia el verí similar al curare es deia ipos i s'obtenia de plantes dels gèneres Anamirta, Tinospora, Coscinium i Cocculus. Els fruits de l'espècie Anamirta cocculus s'usaven per enverinar els peixos i els ocells que es pescaven i caçaven i la tija de Fibraurea servia per a tenyir de groc els teixits.

## Fòssils
El gènere Callicrypta del Cretaci de Sibèria sembla una menispermàcia.